# Kościół św. Urszuli w Wilczynie
Kościół św. Urszuli w Wilczynie – rzymskokatolicki kościół parafialny znajdujący się we wsi Wilczyn, w powiecie konińskim, w województwie wielkopolskim. Mieści się przy ulicy Wilczogóra.
Kościół pod wezwaniem św. Urszuli istniał już w 1348. Obecną świątynię z cegły, w stylu gotyckim, wzniesiono w 1566 i wielokrotnie restaurowano w następnych stuleciach. Kościół został powiększony w końcu XIX wieku.
Wewnątrz znajduje się gotycka figura Madonny z Dzieciątkiem około 1420–1430, marmurowe epitafium Mikołaja Różyckiego z 1659 z portretem zmarłego na blasze. Ołtarz główny reprezentuje styl późnorenesansowy, dwa boczne – styl barokowy. Świątynia posiada organy z XVII wieku o dziewięciu głosach. Ściany kościoła zdobią polichromie i obrazy, które wykonał na początku XX wieku Antoni Szulczyński.